# Welttag der Patientensicherheit

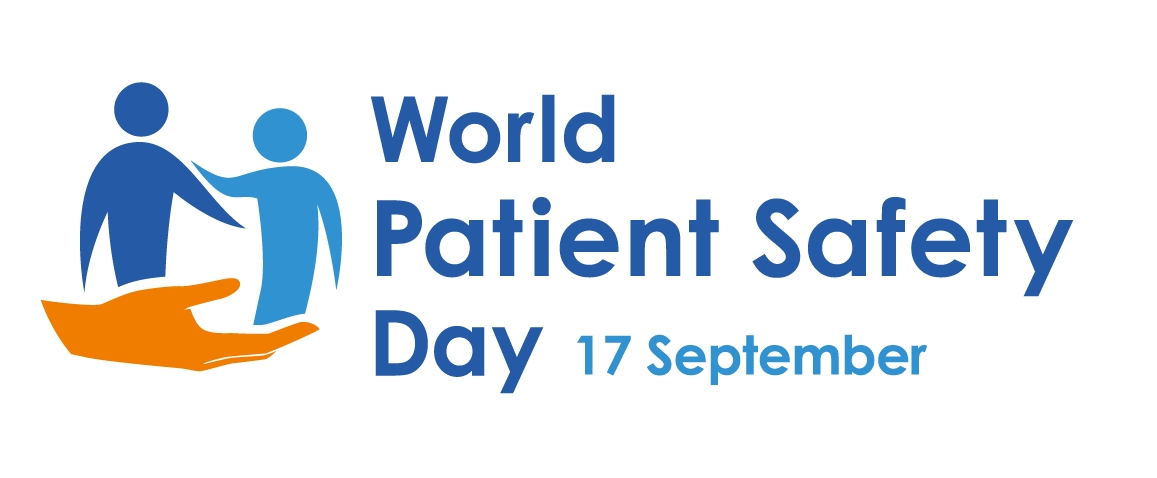
Logo des WHO World Patient Safety Day

Der Welttag der Patientensicherheit (World Patient Safety Day) wird jährlich von der WHO ausgerufen und seit 2019 am 17. September begangen.
In Deutschland organisiert das Aktionsbündnis Patientensicherheit die Aktivitäten zum Welttag.